# Maestro
Maestro — многонациональный сервис дебетовых карт компании MasterCard, основанный в 1990 году. Карты Maestro выдаются банками, связанными с платёжной системой, и могут быть привязаны к текущему счёту держателя карты, а также могут являться предоплаченными картами. Держатель карты предъявляет её на кассовом узле торговой точки и карта проводится магнитной полосой в терминале сотрудником или покупателем, либо вставляется в устройство для авторизации чипом и PIN-кодом. Процедура оплаты авторизуется банком-эмитентом карты на предмет достаточной величины средств на счёте для оплаты покупки и держатель карты подтверждает операцию подписыванием чека либо вводом 4- или 6-значного PIN-кода.
В пределах Евросоюза и в определённых странах за его пределами Maestro является основным брендом дебетовой карты MasterCard и эквивалентом подписи дебетовой карты, которая не требует электронной авторизации подобно карте Visa Debit. В большинстве других стран Maestro эквивалентна VISA Electron и третичным картам MasterCard. Это требует электронной авторизации подобно дебетовой карте Solo, то есть, помимо считывания информации, хранящейся в любом чипе или на магнитной полосе, она должна быть отправлена продавцом в банк-эмитент, а тот, в свою очередь, должен дать одобрение авторизации. Если информация не читается, то банк-эмитент отклонит транзакцию независимо от доступной суммы на привязанном к карте счёте. В этом отличие от других дебетовых и кредитных карт, в которых информация может быть введена вручную в терминале, например, вводом от 13 до 19 цифр номера карты и срока её действия и последующем одобрении эмитентом или процессором.
Карты Maestro принимаются в кассовых узлах примерно 15 миллионов торговых точек.

## Использование и доступность
- В России широко распространены дебетовые и кредитные карты Maestro Momentum, которые могут использоваться для оплаты только в России.
- В Германии и Австрии карты Maestro заменили платёжную систему Eurocheque. Австрийские карты Maestro — практически всегда чистые виртуальные карты. Однако немецкие карты Maestro в большинстве случаев являются кобрендовыми с логотипом German Electronic Cash/Girocard. Эти кобрендовые действуют так же, как обычные карты Maestro в сетях Maestro и Girocard, но не могут быть приняты как карты Maestro к оплате по телефону или через интернет.
- В Бельгии карты Maestro — кобрендовые с бельгийским BanContact Mister Cash.
- В Великобритании прежние дебетовые карты системы Switch изменили бренд на Maestro. Однако, несмотря на карточный ребрендинг, сама система всё ещё оставалась Switch и её карты принципиально были своими. В 2011 году MasterCard назначила UK Domestic Maestro (бывшую Switch) стандартным международным предприятием Maestro, покончив со статусом отдельной карточной схемы. Это изменение также вызвало прекращение обслуживания карт Solo.[2] В январе 2009 британские банки First Direct[англ.] и HSBC[англ.] прекратили использование карт Maestro, выпуская новым клиентам карты Visa Debit и в течение 2009 года постепенно внедряя её для прежних клиентов. В сентябре того же года британское подразделение National Australia Bank, будучи банком Клайдсдейл и Yorkshire Bank[англ.], начало процесс замены карт Maestro на Debit MasterCard по текущим счетам клиентов, за исключением счетов Readycash и студенческих, по которым продолжали использоваться карты Maestro. Кроме этого, группа королевского банка Шотландии (крупнейший в Европе эмитент дебетовых карт, включающий в себя бренды банков National Westminster Bank[англ.], Coutts и банк Ольстера) перешёл с Maestro на Visa Debit, этот процесс занял два года до завершения перехода.[3][4][5] Фактически это означает, что практически никакие британские банки не будут выпускать карты Maestro, за исключением Северной Ирландии.
- Начиная с 1 июля 2023 года, Mastercard постепенно отказывается от Maestro по всей Европе. Европейские банки и другие эмитенты карт будут обязаны заменить просроченные или утерянные карты Maestro либо дебетовой картой Mastercard, либо иной дебетовой картой, либо кредитной картой.